# 巨蟹座X
巨蟹座X，又名BD+17 1973，HD 76221、SAO 98230、HR 3541，是巨蟹座的一颗恒星，视星等为6.64，位于銀經210.18，銀緯34.94，其B1900.0坐标为赤經8h 49m 44.9s，赤緯+17° 34.94′ 43″。